# Волио бих да те не волим
Волио бих да те не волим је четврти албум сарајевске групе Хари Мата Хари. Изашао је 1989. године у издању Југотона. Албум садржи 10 песама, од којих су хитови насловна нумера, Ти знаш све, Пази шта радиш, Сви моји друмови... Уз овај албум, Југотон је објавио истоимену видео касету са спотовима.

## Листа песама
| №   | Назив                    | Трајање |  |
| 1.  | Волио бих да те не волим | 3:56    |  |
| 2.  | Ти знаш све              | 3:40    |  |
| 3.  | Спавај ми, спавај        | 3:35    |  |
| 4.  | Пази шта радиш           | 3:13    |  |
| 5.  | Што је било, било је     | 4:33    |  |
| 6.  | Сви моји друмови         | 3:28    |  |
| 7.  | Година за годином        | 3:30    |  |
| 8.  | На море дођите           | 3:48    |  |
| 9.  | Реци срећо               | 3:19    |  |
| 10. | Све љубави су тужне      | 4:22    |  |

## Постава
- Жељко Зубер
- Изо Колечић
- Ади Мулахалиловић
- Едо Мулахалиловић
- Хари Варешановић

## Топ листа
| Топ листа       | Позиција |
| --------------- | -------- |
| Радио Сплит     | 8        |
| Ритам           | 1        |
| Радио ТВ ревија | 4        |

## Занимљивости
Црногорски певач Рамбо Амадеус је препевао насловну нумеру у песми Халид инвалид, Хари.